# Publius Cornelius Lentulus Spinther
Sauf précision contraire, les dates de cet article sont sous-entendues « avant l'ère commune » (AEC), c'est-à-dire « avant Jésus-Christ ».
Pour les articles homonymes, voir Cornelius Lentulus.
Publius Cornelius Lentulus, surnommé Spinther en raison de sa similarité avec un acteur populaire de ce nom, est d'une famille patricienne romaine, la gens Cornelia.

## Biographie
En 63, il est édile curule, lorsque Cicéron est consul. Comme édile, il aide Cicéron dans sa lutte contre la conjuration de Catilina. Il s'est également distingué par la splendeur des jeux qu'il a donnés.
En 60, il est préteur. En 59, il est propréteur et administre la province d’Hispanie citérieure. Il y reçoit pour la première fois l’appui de Jules César. Comme propréteur en Espagne, il a frappé des pièces de monnaie à son nom et surnom, surnom qu'il utilise pour se distinguer des autres membres de la gens Cornelia, qui avaient le même nom que lui.
Il demande l'aide de César pour les élections au consulat. En 57, il est élu consul ; il agit pour rappeler Cicéron de l'exil. Il demande la charge de préfet de l'annone pour Pompée.
De 56 à 53, le sénat le nomme proconsul de la province de Cilicie (avec Chypre). Il semble avoir fait un bon travail en tant que gouverneur proconsulaire, s'occupant des meilleurs intérêts de ses sujets et ne s'enrichissant pas à leurs frais. Comme gouverneur d'une province riche en Orient, Lentulus a frappé de grandes pièces en argent (connues sous le nom de tétradrachmes cistophoriques).
En 51, il a droit à un triomphe. Malgré sa dette envers César, il a plutôt tendance à soutenir la classe sénatoriale patricienne et leur chef Pompée, plutôt que César, vu comme un défenseur des classes populaires. En 49, il est partisan de Pompée.
Il se retrouve bientôt assiégé par les troupes de César dans Corfinium et il est forcé de se rendre. La générosité avec laquelle César le traite après sa capitulation le fait hésiter, mais peu de temps. Après une brève retraite à Puteoli (Pouzzoles), il rejoint l'armée principale de Pompée en Grèce.
En 48, après la défaite de l'armée de Pompée à la bataille de Pharsale, il s’échappe à Rhodes, où on lui donne asile.
Selon Aurelius Victor, il est plus tard tombé entre les mains de César et a été mis à mort.